# Congress Weekly
Congress Weekly — журнал, издававшийся в Нью-Йорке Американским еврейским конгрессом.
Журнал представлял собой «обзор еврейских интересов». Он был основан в 1930-х годах.
Сэмюэл Каплан был его редактором с 1940 по 1966 год.
Среди его авторов был писатель и поэт Джадд Л. Теллер.
Журнал Congress Weekly стал выходить раз в две недели в 1959 году, и с тех пор стал известен как Congress bi-weekly.
Позднее (по крайней мере с 1975 года) он стал ежемесячным журналом Congress Monthly со статьями о государственной политике и общественных делах.